# دين ترانتاليس
دين جاي. ترانتاليس (بالإنجليزية: Dean J. Trantalis)‏ (من مواليد 14 أكتوبر 1953) سياسي أمريكي يشغل منصب رئيس بلدية فورت لودرديل بولاية فلوريدا. عمل ترانتاليس قبل انتخابه رئيسًا للبلدية كمفوض لمدينة فورت لودرديل من 2009 إلى 2017. وهو مثلي الجنس علنا ويعتبر أول شخص مثلي الجنس يتم انتخابه عمدة مدينة فورت لودرديل 

## السيرة الشخصية
وُلد ترانتاليس ونشأ في نورويتش بولاية كونيتيكت لأبوين يونانيين. والتحق بالمدرسة الثانوية في أكاديمية نورويتش الحرة. وتخصص في العلوم السياسية في جامعة بوسطن وتخرج بامتياز عام 1975. حصل على دكتوراه في القانون عام 1979 من كلية الحقوق بجامعة ستيتسون، بينما كان يستكمل دورات القانون الدولي في أوروبا الشرقية، روسيا، ولندن.
تم قبول دين في نقابات المحامين في كونيتيكت وفلوريدا في عام 1980 ومارس المحاماة في مقاطعة بروارد منذ عام 1982.

## الحياة السياسية

### مفوض مدينة فورت لودرديل (2003-2006)
تم انتخاب ترانتاليس لعضوية لجنة مدينة فورت لودرديل في عام 2003، وخدم حتى عام 2006. وكان أول مفوض مثلي الجنس في المدينة.

### لجنة مدينة فورت لودرديل (2013-2018)
تم انتخاب ترانتاليس لعضوية لجنة مدينة فورت لودرديل في انتخابات خاصة عام 2013، متغلبًا على شارلوت رودستروم التي كانت تشغل المنصب آنذاك، والتي ترشحت بدلاً من ذلك لمفوضية المقاطعة. وفاز في الانتخابات العامة لعام 2015 دون معارضة كبيرة.

#### قانون ضد إطعام المشردين
تصدرت مدينة فورت لودرديل الأخبار العالمية عندما صوتت اللجنة لحظر إطعام المشردين. صوت ترانتاليس ضد المرسوم، مما تسبب في شقاق كبير بينه وبين اللجنة. كان هناك غضب دولي عندما تم القبض على أرنولد أبوت وهو رجل يبلغ من العمر 93 عامًا لإطعامه المشردين. أصدرت المدينة حظراً آخر على إطعام في عام 2017 على الرغم من الاحتجاج العام. أعلنت وزارة العدل الأمريكية في عام 2016 أنها ستفحص مقاطعة بروارد ومدينة فورت لودرديل، ردًا على مراسيم تقاسم المشردين. ترانتاليس بأنه لن يقوم بتنفيذ المرسوم بصفته رئيس البلدية.

#### التطوير
كان ترانتاليس من أوائل المعارضين للتطوير المفرط في المدينة الساحلية. وصوت ضد العديد من مقترحات التنمية في اللجنة. وصوت ضد اقتراح تطوير باهيا مار المثير للجدل في عام 2017.

### رئيس بلدية فورت لودرديل (2018 إلى الوقت الحاضر)

#### انتخابات رئاسة البلدية 2018
قيل إن سباق 2018 لمنصب عمدة مدينة فورت لودرديل هو أكثر الانتخابات إثارة للجدل في المدينة. أعلن ترانتاليس عن نيته الترشح لمنصب رئيس البلدية في أواخر أكتوبر 2017. كانت موضوعات الانتخابات القضايا الملحة مثل التنمية والبنية التحتية وحركة المرور والمصالح الخاصة. قال ترانتاليس في استبيان صحيفة سان سانتينال: «لقد وصلت احتياجات البنية التحتية لدينا إلى مستوى الأزمة، والآن نكتشف أن سوء إدارة أموال المدينة زاد الوضع سوءًا». اعتقلت إدارة شرطة فورت لودرديل في 12 يناير 2018 موظف حملة ترانتاليس إيليا مانلي. اتهم مانلي بالتلاعب بعلامات الحملة. دافع ترانتاليس عن مانلي قائلاً إنه ربما كان بسبب خطأ في الهوية. اتهم مانلي إدارة شرطة فورت لودرديل باعتقاله «لدوافع سياسية» والتحيز لرئيسهم السابق بروس روبرتس الذي كان يرشح نفسه ضد ترانتاليس. تجاوز ترانتاليس وروبرتس جولة الإعادة في مارس 2018. هزم ترانتاليس بسهولة بروس روبرتس حيث حقق فوزا ساحقا 64% في 13 مارس 2018 في جولة الإعادة في الانتخابات العامة. يعتبر ترانتاليس أول شخص مثلي الجنس يتم انتخابه عمدة مدينة فورت لودرديل. 

### البنية التحتية للمياه والصرف الصحي
شابت فترة ولاية ترانتاليس الأولى كرئيس بلدية أزمة متفاقمة للبنية التحتية في مدينة فورت لودرديل. تم إلقاء اللوم في الأزمة جزئيًا على ممارسات المدينة في تحويل الأموال من صندوق البنية التحتية للمياه والصرف الصحي إلى مشاريع أخرى. أخذت المدينة منذ عام 2012 ما لا يقل عن 106 مليون دولار من الصندوق. ادعى ترانتاليس زورًا في عام 2019 أنه أنهى العملية في وقت لاحق موضحًا «نحن نفطم أنفسنا منها». تم رفض العملية في وقت لاحق من قبل مسؤولي الولاية مع قول وزير حماية البيئة في فلوريدا فالنشتاين: «رسالتنا بسيطة: الانخراط في ممارسة تحويل أموال المرافق وإرسال تلك الأموال إلى مكان آخر ليس وسيلة للتخفيف من مشكلة الشيخوخة أو مراقبتها أو معالجتها البنية الاساسية.» رد ترانتاليس لاحقًا قائلاً «سيتم الاستشهاد بنا. لا يوجد شيء يمكننا القيام به حيال ذلك.» كما تعرض ترانتاليس لانتقادات بسبب تصويته المنفرد ضد سندات إصلاح الصرف الصحي بقيمة 200 مليون دولار مدعيا أنه لم يفهم «النطاق الكامل» للمشروع وشكك في الحاجة إلى اقتراض مثل هذا المبلغ الكبير على الرغم من الخطة الرئيسية الاستراتيجية الشاملة للمرافق بالمدينة يحدد الحاجة إلى إصلاحات تزيد عن 1.4 مليار دولار. 
تضخمت أزمة الصرف الصحي في عام 2020 وتحولت إلى كارثة بيئية بعد أن تسرب أكثر من 211.000.000 غالون من مياه الصرف الصحي إلى المجاري المائية بالمدينة. فرضت وزارة حماية البيئة في ولاية فلوريدا غرامة على المدينة تزيد عن 2.1 مليون دولار - وهي الأكبر في تاريخ الولاية - نتيجة سوء تعامل المدينة مع الأزمات.

## الحياة الشخصية
يقيم ترانتاليس في فورت لودرديل بولاية فلوريدا. تخرج بدرجة في القانون من جامعة ستيتسون في سانت بطرسبرغ، فلوريدا. يمارس مهنة قانون العقارات، ولديه شركته الخاصة في قانون العقارات. وهو مثلي الجنس علنا.